# Synagris fasciata
Synagris fasciata är en stekelart som beskrevs av Alexander Mocsáry 1903.
Synagris fasciata ingår i släktet Synagris och familjen Eumenidae. Inga underarter finns listade i Catalogue of Life.